# Blinding the Masses
Blinding the Masses è il primo album in studio del gruppo musicale death metal egiziano Scarab, pubblicato dall'etichetta discografica Osmose Productions nel 2010.

## Il disco
Il disco venne registrato nel 2008 e nel 2009 fu mixato e masterizzato per essere distribuito direttamente dalla band, la quale, a dicembre dello stesso anno, siglò un accordo con l'etichetta francese Osmose Productions per la pubblicazione ufficiale di questo album d'esordio.
I testi e le soluzioni musicali adottate dalla band, in alcuni casi, rimandano all'antico Egitto, ripercorrendo in parte il percorso già in precedenza intrapreso dai Nile, inoltre altre similitudini si possono riscontrare con i Morbid Angel e gli Immolation, ciononostante il gruppo riesce a mantenere una certa personalità. Le canzoni sono spesso opprimenti, sorrette da riff potenti e da un cantato gutturale e profondo, che si estende però su diverse tonalità. L'atmosfera cupa viene talvolta attenuata dalla presenza di brevi assoli di chitarra, di hook e di rallentamenti nelle ritmiche.

## Tracce
1. Into the Dunes – 1:05 – (strumentale)
2. Valley of the Sandwalkers – 4:04
3. Ankh – 5:00
4. Leaders of Agony – 5:28
5. Blinding the Masses – 6:18
6. Eye for Sanity – 5:09
7. Devourer of the Unjustified – 5:35
8. War to End – 5:33
9. Wrapped in Disfigurement – 7:07 – (bonus track)

## Formazione
- Sammy Sayed – voce
- Al-Sharif Marzeban – chitarra
- Tarek Amr – chitarra
- Mohamed "Bombest" El Sherbieny – basso
- Hatem El Akkad – batteria

### Produzione
- Sammy Sayed – produzione
- Sherif Marzeran – produzione
- Ahmed Samadie – missaggio, mastering
- Mohamed El Sherbieny – grafica